# Zuazo de Vitoria
Zuazo de Vitoria (oficialmente Zuazo de Vitoria/Zuhatzu) es un concejo del municipio de Vitoria, en la provincia de Álava, País Vasco (España).

## Ubicación
El concejo está a 5 kilómetros al oeste de Vitoria. Aunque al oeste y al norte se encuentra el polígono industrial de Júndiz, no está unido a Vitoria. Al este se encuentra el parque Forestal de Zabalgana y al sur la N-102 que enlaza con la A-1 y Vitoria. A su vez se encuentran las instalaciones deportivas del Deportivo Alavés, el equipo de fútbol de la ciudad. Se enclava en la denominada Zona Rural Suroeste de Vitoria.

## Historia
En su término se ha encontrado un yacimiento arqueológico con restos de una calzada romana. Este pueblo es sucesor del antiguo "Suessatius" situado en la calzada romana que atravesaba La Llanada.
Hacia mediados del siglo XIX, el lugar, por entonces perteneciente al ayuntamiento de Ali, tenía contabilizada una población de 102 habitantes. Aparece descrito en el decimosexto y último volumen del Diccionario geográfico-estadístico-histórico de España y sus posesiones de Ultramar de Pascual Madoz con las siguientes palabras:

ZUAZO: l. del ayunt. de Ali en la prov. de Alava, part. jud. de Vitoria (3/4 leg.), aud. terr. de Búrgos (19), c. g. de las Provincias Vascongadas, dióc. de Calahorra (18). sit. en una alturita; clima templado y reina el viento N. Tiene 21 casas ademas de otra y dos ventas en la carretera de Castilla; un palacio con su torre deteriorados; escuela de primera educacion para ambos sexos, frecuentada por 30 alumnos; igl. parr. (San Estéban) servida por dos beneficiados, y para el surtido del vecindario varias fuentes de aguas saludables. El térm. confina N. Crispijana; E. Berosteguieta; S. Lermanda, y O. Vitoria. El terreno es de buena y mediana calidad, y corren por él tres arroyos, dos de los cuales nacen en el térm., y el otro procede del monte de Berosteguieta. caminos: la dicha carretera que pasa á 10 minutos del l., y otros locales. El correo se recibe de Vitoria. prod.: trigo, cebada y mistos: cria de ganado lanar, vacuno y caballar; caza de perdices, codornices, tordas y liebres; pesca de cangrejos. ind.: ademas de la agrícola y pecuaria dos molinos harineros. pobl.: 14 vec., 102 alm. contr. con su ayunt. (V.).
(Madoz, 1850, p. 673)

En la actualidad, pertenece al municipio de Vitoria. En 2022, tenía empadronados 149 habitantes.

## Demografía
| Gráfica de evolución demográfica de Zuazo de Vitoria entre 2000 y 2018                                   |
| |
| Población (2000-2017) según los censos de población del INE. Población según el padrón municipal de 2018 |

## Cultura

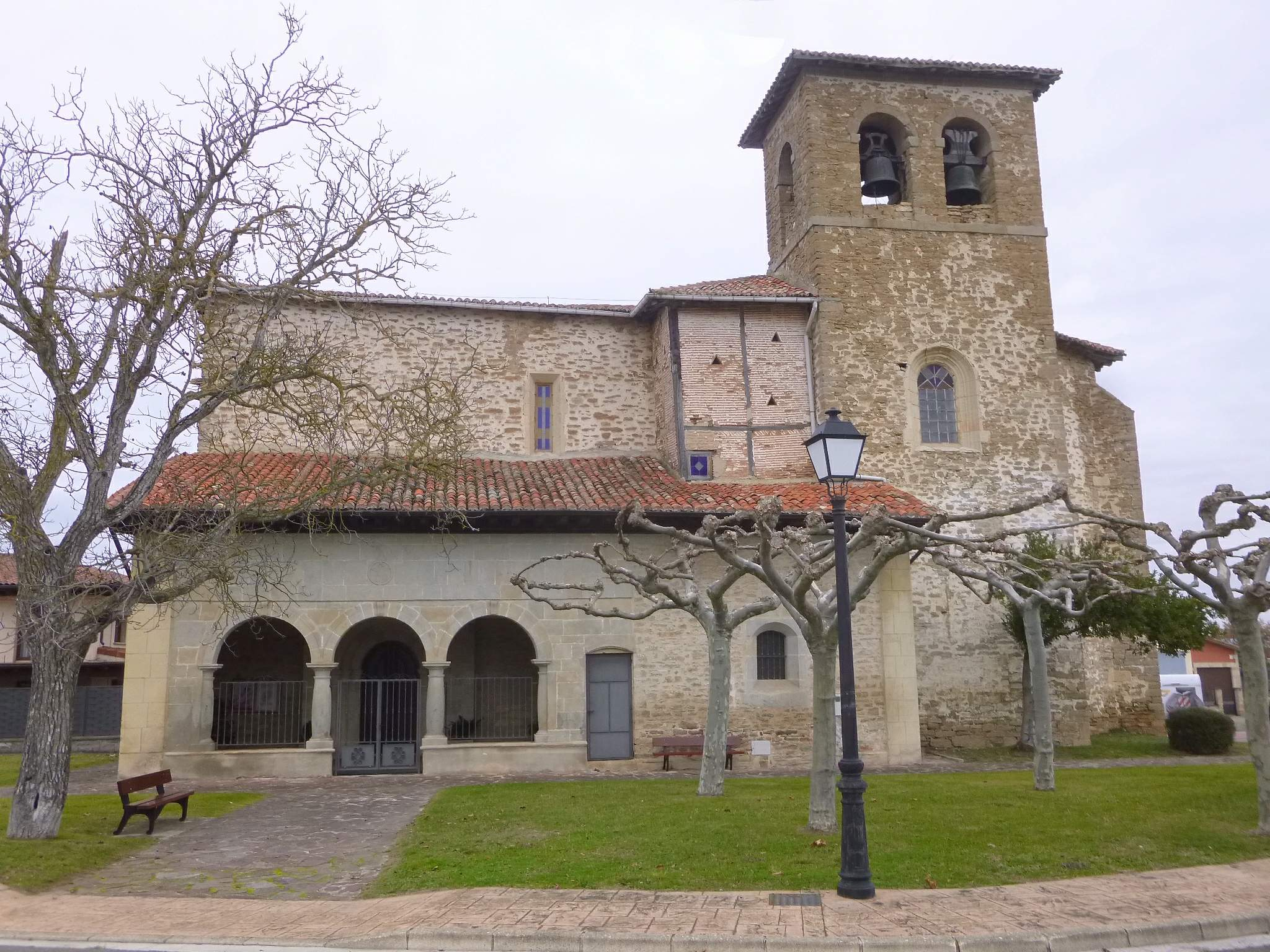
Iglesia de San Esteban

### Patrimonio material
- Iglesia de San Esteban. Posee un pórtico de tres arcos con portada románica, un notable retablo mayor, de estilo rococó, así como sendos retablos laterales dedicados a San Sebastián y el Rosario.[6]
- Existieron varios edificios que desaparecieron en su día. Estos son: las ermitas de San Miguel, la de San Juan y la de San Pedro.[7]
- En el lugar existió una torre que no era solariega. En la actualidad se puede observar un escudo de los Estella y Zuazo, conservado en una fachada.[6]

### Patrimonio inmaterial
Los vecinos eran conocidos con el apodo de Campanilleros o Chinchilleros y sus fiestas patronales se realizan el 26 de diciembre (San Esteban protomártir). 